# Antiproton
Antiproton ({\displaystyle {\bar {p}}}) är protonens antipartikel. Den har samma massa som protonen men har negativ elektrisk laddning. Dess existens påvisades experimentellt 1955 av en forskargrupp vid University of Californias bevatron under ledning av Emilio Segrè vilket ledde till Nobelpriset i fysik år 1959.